# Antonio Cotogni
Antonio Cotogni, född 1 augusti 1831 i Rom, död 15 oktober 1918 i Rom, var en italiensk barytonsångare.
Cotogni uppträdde 1852-1904 i Italien, Storbritannien, Spanien och Ryssland i 157 olika operaroller. Från 1904 var han lärare vid Accademia nazionale di Santa Cecilia i Rom.